# 科斯费尔德县
科斯费尔德县（Kreis Coesfeld）是德国北莱茵-威斯特法伦州北部的一个县，隶属于明斯特行政区，首府科斯费尔德。